# خوان رامون لوبيز مونيز
خوان رامون لوبيز مونيز (بالإسبانية: Juan Ramón López Muñiz) هو لاعب كرة قدم ومدرب كرة قدم إسباني في مركز الدفاع، ولد في 2 نوفمبر 1968 في خيخون في إسبانيا. لعب مع رايو فايكانو وريال سبورتينغ خيخون وسبورتينغ خيخون ب ونومانسيا.

## وصلات خارجية
- خوان رامون لوبيز مونيز على موقع قاعدة بيانات كرة القدم.إي يو (الإنجليزية)